# Placide Astier
Placide Astier (Aubignas, 23 febbraio 1856 – Parigi, 6 marzo 1918) è stato un politico e scienziato francese.
Fu promotore della legge omonima sulla riorganizzazione dell'insegnamento tecnico industriale e commerciale in Francia.

## Biografia
Figlio di piccoli proprietari, si distinse nella scuola elementare del suo villaggio e studiò farmacia a Parigi. Come ricercatore, vinse regolarmente dei premi, tra cui una medaglia d'oro all'esposizione di Bruxelles del 1897. Fondò una rivista specializzata, Le Monde Médical, che ebbe un grande successo.
Entrò in politica e scrive numerosi articoli per la stampa. Nel 1896 fu eletto consigliere comunale di Parigi e nel 1898 divenne vicepresidente del Consiglio municipale di Parigi. Nello stesso anno fu eletto deputato per l'Ardèche, posizione che mantenne fino al 1910. Divenuto senatore, vi rimase fino alla morte, sempre assiso sui banchi dei radicali.
Fu un membro molto attivo del parlamento e si occupò dell'organizzazione dell'istruzione tecnica, in particolare con la legge del 25 luglio 1919 nota come legge Astier. Membro fondatore dell'Associazione francese per lo sviluppo dell'istruzione tecnica (Association Française pour le Développement de l'Enseignement Techniqu, AFDET), creata nel 1902, Placide Astier fu relatore del primo progetto di legge sull'apprendistato nel 1905. Lavorò instancabilmente per garantire il successo della legge che presentò al Senato il 4 marzo 1913 e che il Senato approvò il 30 giugno 1916. La legge fu infine approvata il 25 luglio 1919 e porta il suo nome, anche se egli morì il 6 marzo 1918.